# Mertensia marginata
Mertensia marginata là loài thực vật có hoa trong họ Mồ hôi. Loài này được (Nutt.) G. Don mô tả khoa học đầu tiên năm 1838.